# 리처드 닉슨 대통령 도서관 및 박물관
리처드 닉슨 대통령 도서관 및 박물관(영어: Richard Nixon Presidential Library and Museum)은 제37대 미국 대통령 (리처드 밀하우스 닉슨, 1969~1974)과 그의 아내 팻 닉슨의 대통령 도서관이자 묘지이다.
요바린다에 위치한 이 도서관은 닉슨의 가족이 소유했던 토지에 있으며, 미국 국립문서기록관리청(NARA)이 관리하는 13개 도서관 중 하나이다. 9-에이커 (3.6 ha) 규모의 캠퍼스는 요바린다 18001 요바린다 불레바르드에 위치하고 있으며, 닉슨이 1913년에 태어나 어린 시절을 보냈던 리처드 닉슨 생가인 미국 국립역사기념물을 포함하고 있다.
1990년 7월 19일 개관부터 2007년 7월 11일까지, 이 도서관과 박물관은 사설 리처드 닉슨 재단이 운영했으며 리처드 닉슨 도서관 및 생가로 알려졌다. 이 시설은 2016년에 대대적인 보수 공사를 거쳐 현재는 최신 멀티미디어 박물관 전시를 특징으로 한다. 이 단지는 NARA와 Richard Nixon Foundation이 공동으로 운영한다.

## 개관 이전 배경
닉슨 대통령 도서관은 원래 닉슨의 모교인 듀크 대학교 근처에 건설될 예정이었으나, 듀크 교수진 그룹의 강력한 반대로 인해 계획이 무산되었다.
역사적으로 모든 대통령 문서는 대통령의 개인 재산으로 간주되었다. 일부는 임기 종료 시 가져갔고, 다른 일부는 파기했다. 1939년, 프랭클린 D. 루스벨트는 프랭클린 D. 루스벨트 대통령 도서관 및 박물관으로서 국립문서기록관리청에 자발적으로 기증함으로써 대중에게 문서를 공개한 최초의 대통령이 되었다. 워터게이트 사건과 리처드 닉슨의 이어진 사임은 이 문제를 더욱 복잡하게 만들었다.
1974년 9월, 리처드 닉슨은 미국 총무청장 아서 F. 샘슨과 합의하여 백악관 대화 녹음 기록을 포함한 그의 대통령 재임 기간 동안의 대부분의 자료를 넘겨주기로 했다. 이 녹음 기록은 닉슨의 지시에 따라 1979년 9월 1일 이후에 파기되거나, 그렇지 않은 경우 1984년 9월 1일 또는 그의 사망 시 파기될 예정이었다.
닉슨의 테이프가 사라질 것을 우려한 미국 의회는 1974년 12월 제럴드 포드 대통령이 서명하여 법률로 제정된 Presidential Recordings and Materials Preservation Act를 통과시켜 닉슨-샘슨 협약을 폐기했다. 이 법은 닉슨 대통령 재임 기간의 자료에만 특별히 적용되었으며, NARA가 자료의 소유권을 갖고 가능한 한 빨리 처리하도록 지시했다. 개인 자료는 닉슨에게 반환될 예정이었다.
대통령 기록물 보존법의 결과로 닉슨 대통령의 백악관 문서와 테이프는 국립문서기록관리청에 보관되어 요바린다의 시설로 이전될 수 없었다. 닉슨 도서관 건설 자금은 민간에서 조달되었다. 이 기관을 짓는 데 예상된 비용은 2천5백만 달러였다. 1988년 12월, 닉슨 대통령과 닉슨 부인의 막내딸인 줄리 닉슨 아이젠하워가 착공식을 가졌다.

## 개관
도서관 단지는 1990년 7월 19일에 공식적으로 개관했다. 전직 닉슨 대통령과 팻 닉슨 영부인이 참석했으며, 조지 H. W. 부시 대통령, 전직 제럴드 포드 대통령, 전직 로널드 레이건 대통령, 그리고 바버라 부시 영부인, 베티 포드 영부인, 낸시 레이건 영부인도 자리를 빛냈다. 5만 명의 인파가 행사를 위해 모였다. 개관식에서 닉슨은 "우리가 보아온 어떤 것도 다시 집에 온 것을 환영하는 이 순간과 비교할 수 없다"고 말했다.

## 시설
52,000-제곱피트 (4,800 m2) 건물에 위치한 박물관은 닉슨의 삶과 경력에 대한 이야기를 제공한다. 박물관 뒤편에는 닉슨의 아버지가 집짓기 키트를 사용하여 지었고 1910년대 모습으로 복원된 그의 생가가 있다. 닉슨 대통령과 팻 닉슨은 생가에서 불과 몇 피트 떨어진 부지에 묻혀 있다.

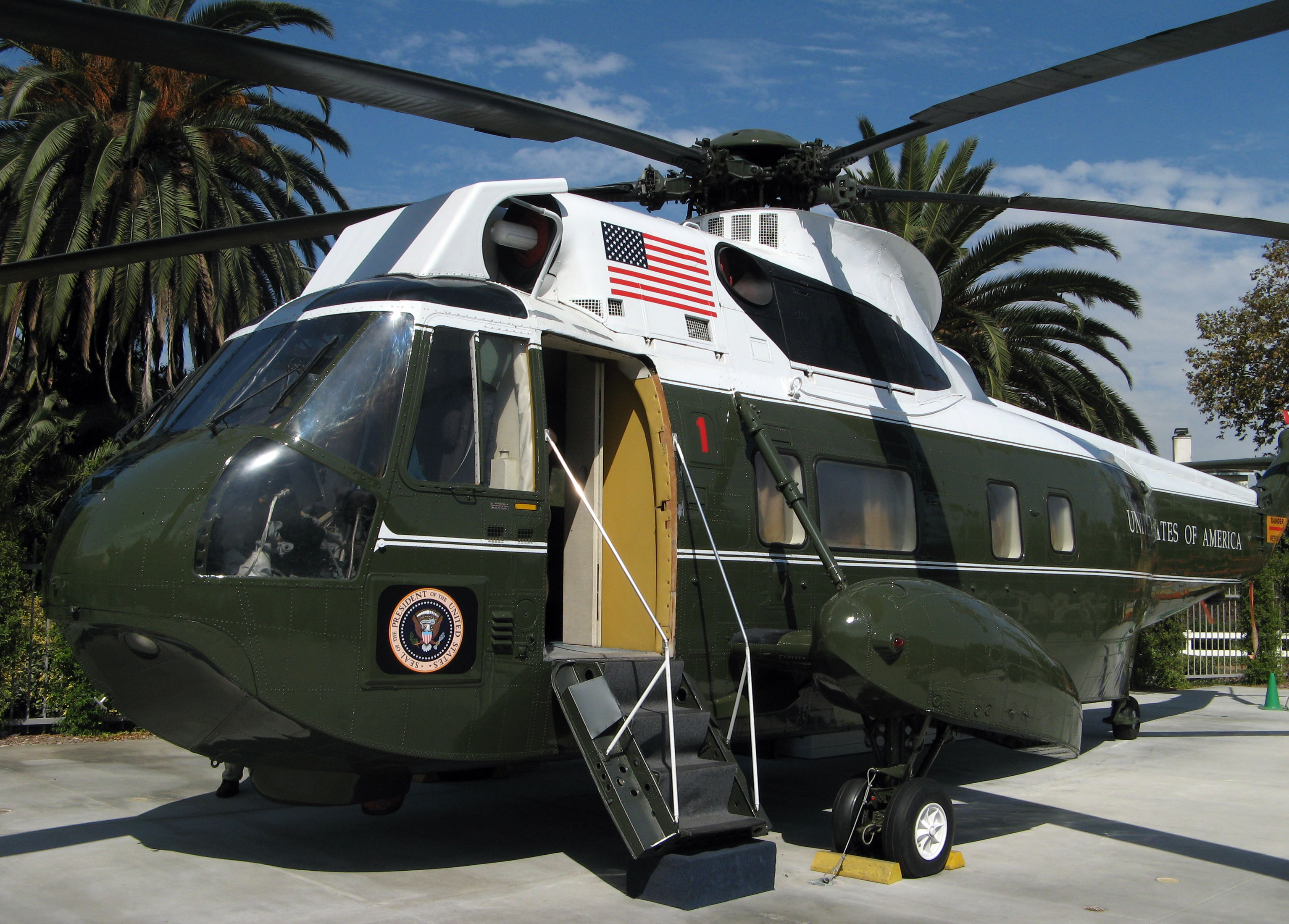
대통령의 VH-3A "시 킹" 헬리콥터가 영구 전시되어 있다.

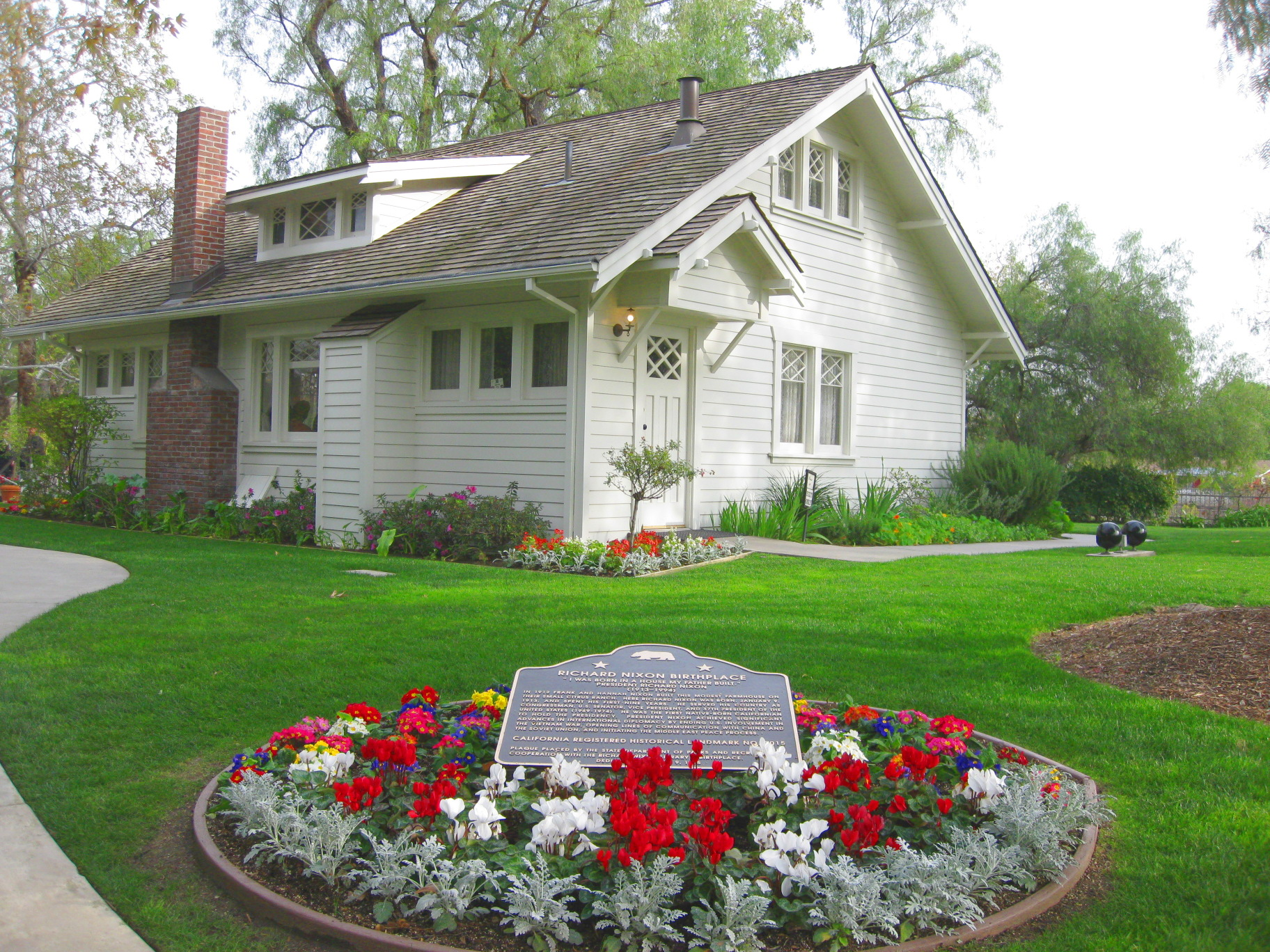
리처드 닉슨의 생가

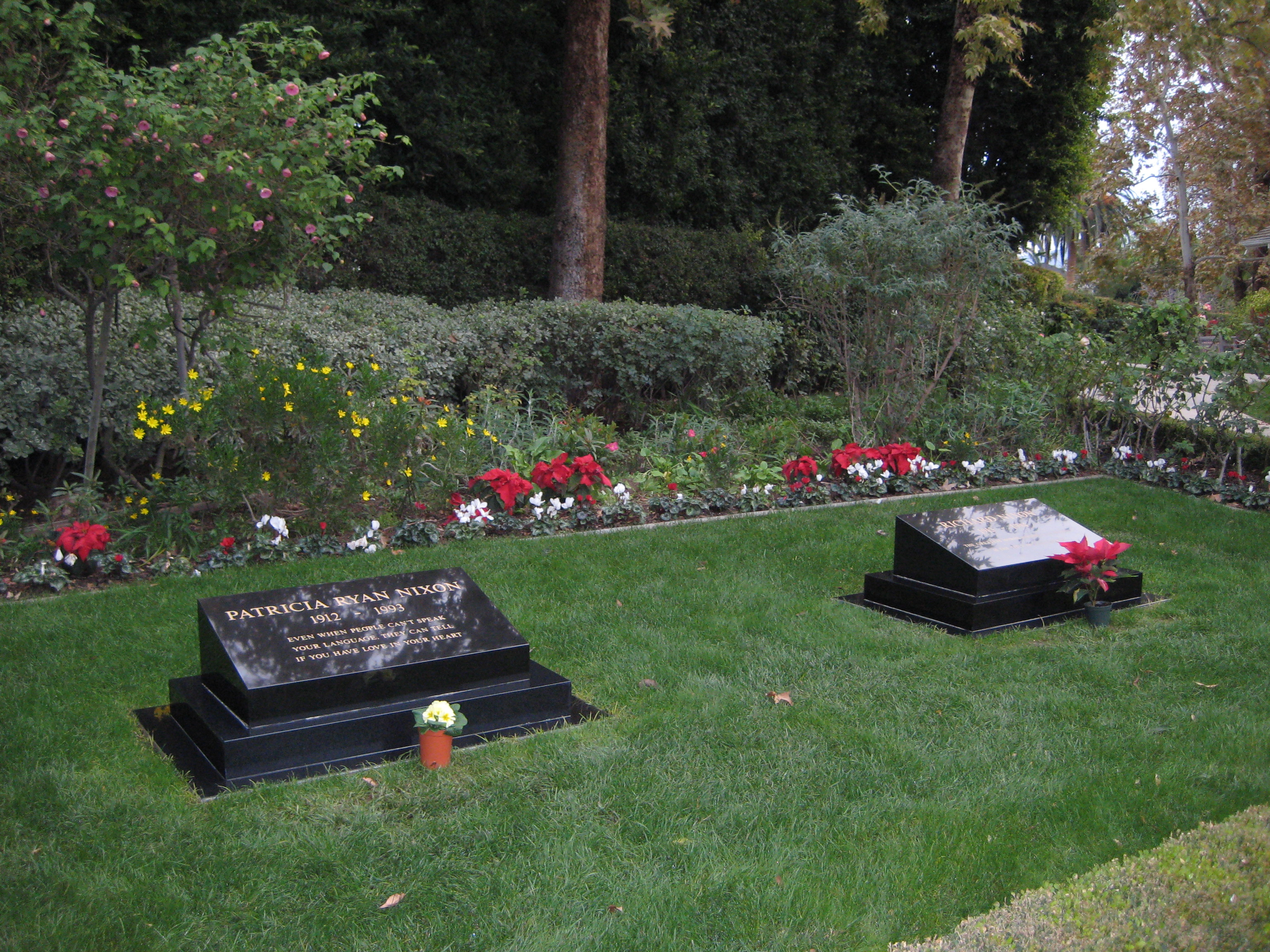
도서관 부지에 위치한 리처드 닉슨 대통령과 팻 닉슨 영부인의 묘비.

닉슨 도서관 단지에는 2004년에 건설된 38,000-제곱피트 (3,500 m2) 규모의 캐서린 B. 로커 센터와 애넌버그 코트가 있으며, 이곳에는 특별 전시실과 행사 공간으로 사용되는 백악관 이스트룸의 정확한 복제품이 포함되어 있다. 닉슨 재단은 결혼식이나 비즈니스 회의와 같은 행사를 위해 이스트룸을 임대한다.

## 대통령 박물관
닉슨 부부와 자녀들의 기념품, 유물, 정장, 사진 등의 광범위한 소장품이 있다. 이 소장품에는 닉슨이 대통령으로서 또는 드와이트 D. 아이젠하워 대통령 밑에서 1953년부터 1961년까지 부통령으로 재임하는 동안 중요한 관계를 맺었던 세계 지도자들의 다양한 청동상이 포함되어 있다. 이 지도자들은 파피에 마셰 프레임 위에 가벼운 청동으로 정확하게 재현되었으며, 실제 의상을 입고 있다.
닉슨 대통령이 재임 기간 동안 사용했던 미국 정부 리무진인 맞춤 제작된 1969년 링컨 컨티넨탈은 국내 문제 갤러리에 전시되어 있다. 12-피트-high (3.7 m) 높이의 베를린 장벽 조각은 광대한 외교 문제 갤러리에 전시되어 있으며, 이 갤러리에는 미국 병사들이 출신인 소박한 중서부 가정의 복제품, 닉슨과 중국의 저우언라이 총리의 동상, 그리고 닉슨과 소련의 레오니트 브레즈네프 총서기가 1972년에 서명한 전략 무기 제한 협정 I의 페이지가 포함되어 있다.
닉슨 대통령의 수석 헬리콥터 조종사였던 진 보이어 중령은 대통령의 VH-3A "시 킹" 헬리콥터(테일 번호 150617)를 도서관 부지에 영구 전시할 수 있도록 확보했다. 이 헬리콥터는 1961년부터 1976년까지 대통령 전용기였으며, 케네디, 존슨, 닉슨, 포드 대통령뿐만 아니라 많은 외국 국가 원수 및 정부 수반을 수송했다. 보이어는 이 항공기로 닉슨 대통령을 캠프 데이비드로 수십 차례, 이집트 피라미드 위로, 그리고 백악관에서 마지막 비행을 수행했다.
전체 시설은 2016년에 1천5백만 달러를 들여 개조되었고, 헨리 키신저 박사, 전 캘리포니아 주지사 피트 윌슨, 주미 중국 대사 추이톈카이가 참석한 가운데 10월에 재개관했다. 새 박물관에는 닉슨 대통령의 오벌 오피스 복제품을 포함하여 거의 70개의 전시물이 있다.
재개관을 둘러싼 많은 언론은 박물관이 밀레니얼 세대에게 어필하는 방식을 언급했다. USA 투데이는 이를 "영상 중심의 최첨단 경험"으로 묘사하며 "방문객들은 끊임없이 터치 스크린이나 다른 인터랙티브 디스플레이를 사용해 볼 수 있다"고 했다. 박물관 갤러리는 국립문서기록관리청이 임명한 4명의 역사학자에 의해 정확성이 검증되었다. 모든 자금은 전액 민간에서 조달되었다.
닉슨 도서관은 요바린다의 중학생들을 대상으로 전 세계 국가와 장소에 대한 35문항 시험인 닉슨 지리 챌린지를 운영한다. 높은 점수를 받은 응시자들은 도서관에서 특별 증서를 받으며 표창된다.

## 국립문서기록관리청과의 공동 운영
2004년 1월, 미국 의회는 연방 정부가 운영하는 닉슨 대통령 도서관 설립을 규정하는 법안을 통과시켰다. 구체적으로, 이 법안은 닉슨의 대통령 자료가 칼리지파크 (메릴랜드주)의 국립문서기록관리청 II 시설에 보관되어야 한다고 규정한 1974년 대통령 기록물 보존법을 개정했다. 이 새로운 법안에 따라, 3만 개 이상의 대통령 선물과 수백만 건의 대통령 기록물이 칼리지파크에서 요바린다로 이전되었다.

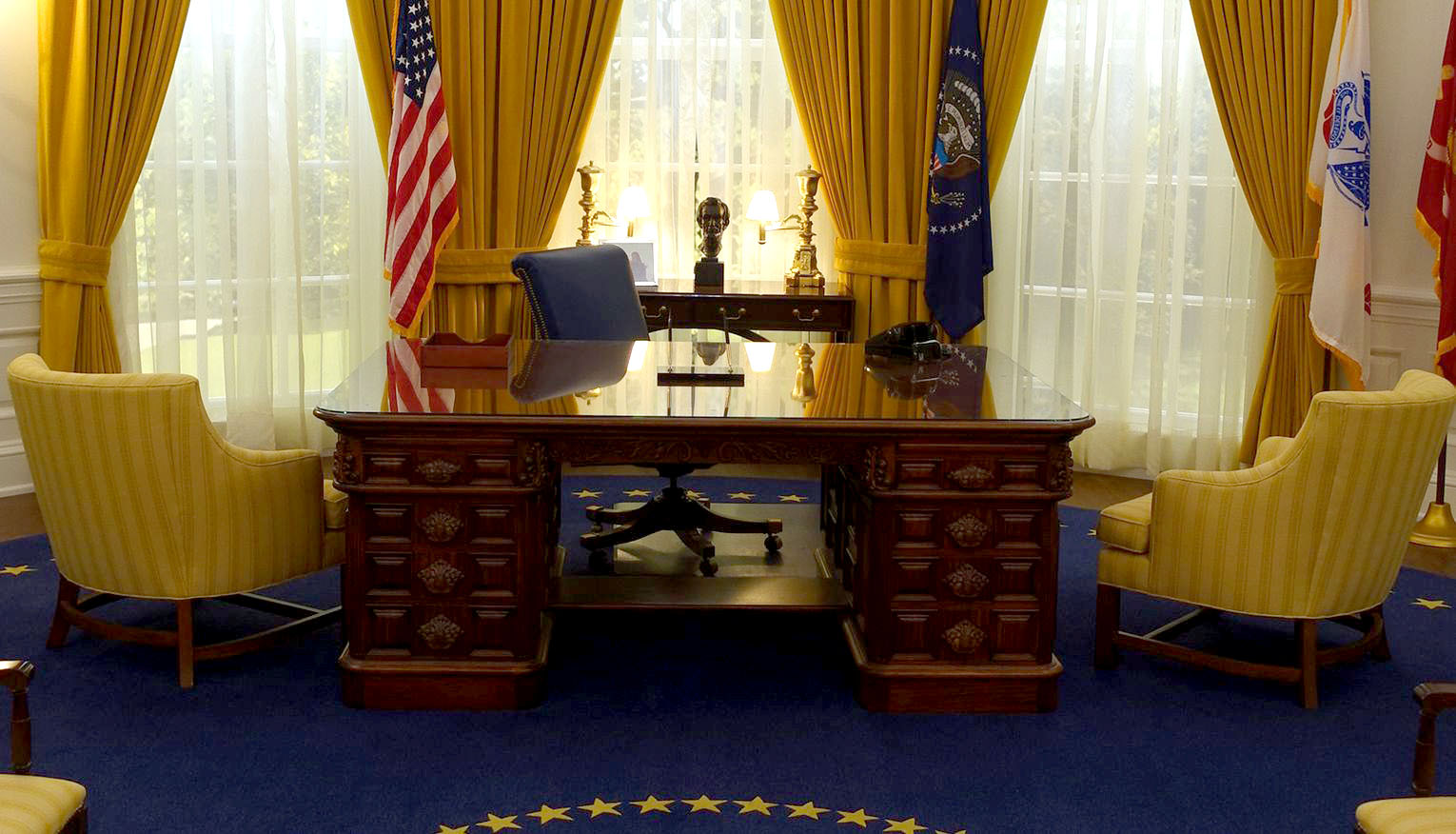
닉슨 도서관에는 닉슨 대통령의 오벌 오피스의 실제 크기 정밀 복제품이 있으며, 방문객들은 그 안으로 들어가 상호작용할 수 있다. 이는 2016년 전체 시설 1천5백만 달러 개조의 일환으로 제작되었다.

2005년 3월, 닉슨 재단은 국립문서기록관리청에 닉슨 도서관의 공동 운영을 제안했고, 당시 미국 국립문서기록관리청장인 앨런 와인스타인은 닉슨 도서관이 닉슨 재단과 협력하여 NARA가 운영하고 직원을 배치하는 12번째 연방 기금 지원 대통령 도서관이 되는 것을 허용했다. 2006년 4월, 와인스타인은 티모시 나프탈리를 NARA 도서관 활동의 책임자로 임명했다. 2007년 7월 11일, 리처드 닉슨 대통령 도서관 및 박물관은 공식적으로 연방 대통령 도서관 시스템에 편입되었다.
국립문서기록관리청이 관리를 맡기 전, 닉슨 도서관은 여러 언론 매체로부터 닉슨의 1974년 사임을 "미화된" 전시물로 얼버무린다는 비난을 받았다. 2007년, 국립문서기록관리청은 17년 동안 설치되어 있던 워터게이트 전시물을 철거했고, 3년 동안 비어 있던 전시 공간 끝에 2010년 7월에 새로운 전시물이 개관할 예정이라고 발표했다. 닉슨 재단은 제안된 전시물, 특히 전시물 제작 과정에 대해 반대했는데, 이는 다른 대통령 재단이 유사한 상황에서 협의되는 방식과 달리 닉슨 재단은 협의되지 않았기 때문이었다. 재단은 불만을 표명하는 158페이지 분량의 각서를 대통령 도서관 담당 차관에게 제출했으며 NARA는 위원회가 이의를 검토할 것이지만 그 과정이 언제 완료될지는 명시하지 않았다. 이 전시물은 2011년 3월 31일에 개관했다.
2011년 11월, 도서관 관장 팀 나프탈리가 사임했다. 2014년 12월, 데이비드 페리에로 미국 국립문서기록관리청장이 마이클 엘지를 관장으로 임명했다. 엘지는 2015년 1월부터 관장직을 수행하기 시작했다. 2023년 4월, 엘지는 전 캘리포니아 주 기록물관리자였던 타마라 마틴에게 관장직을 넘겼으며, 마틴은 미국 국립문서기록관리청 대행 데브라 스타이델 월에 의해 임명되었다.

## 도서관 소장 자료
1994년 3월, 닉슨 사망 한 달 전 개관한 이 기록관에는 닉슨 행정부의 공식 백악관 기록 4천6백만 페이지가 소장되어 있다. 닉슨 도서관은 현재 닉슨 대통령의 모든 대통령 기록뿐만 아니라 그의 대통령 재임 전후의 문서도 보관하고 있다.
2012년 현재, 처리된 모든 닉슨 대통령 자료는 캘리포니아 요바린다에 있는 닉슨 도서관에서 연구 목적으로 이용할 수 있다.

## 같이 보기
- 미국의 대통령 기념관
- 미국 대통령 및 부통령의 묘소 목록

## 더 읽어보기
- 리처드 닉슨 대통령 도서관 및 박물관
- 리처드 닉슨 도서관 및 생가 재단
- FindLaw.com: Nixon v. Administrator of General Services, 433 U.S. 425 (1977)
- 닉슨 생가에 대한 국립공원관리청 사이트